# Bebacari Uatara
Bebacari Uatara (em diúla: Bebakari Wattara; em francês: Bebakari/Bebacari Ouattara) foi um nobre mandinga do século XIX, fagama de Boba Diulasso. Estabeleceu Estado em Lorosso, na porção sudoeste do país lobi, e depois transferiu sua sede em Loto, próximo de Diebugu. Foi envenenado enquanto lutava em Sissala.